# Přívoz Oseček

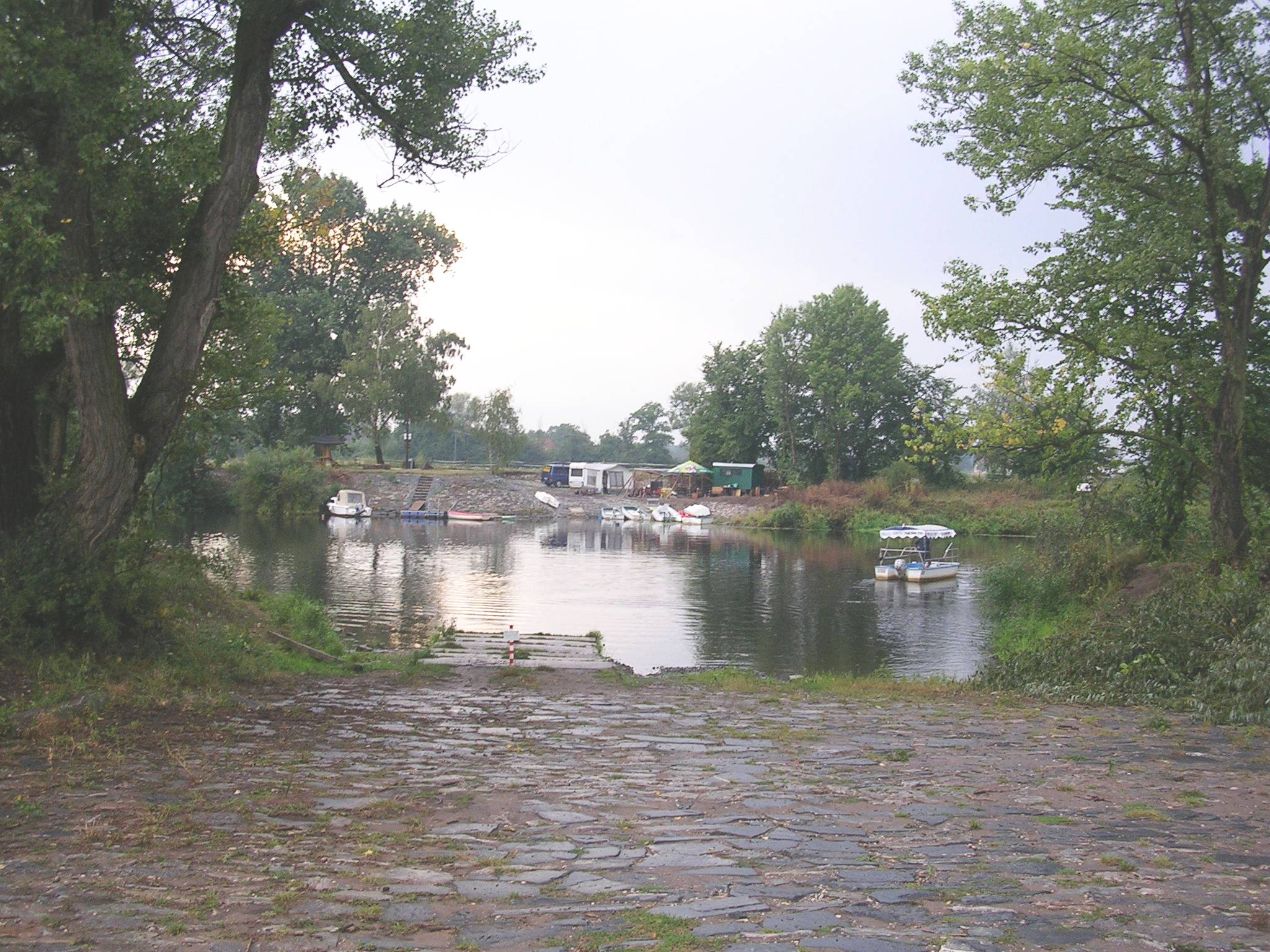
Pohled z východního břehu

Přívoz přes Labe u obce Oseček je doložen od roku 1836, odkdy byl nepřetržitě v provozu až do roku 1978. Dne 15. června 2006 byl sezonní provoz přívozu obnoven. Přívoz byl a je obecní.
Přívoz se nachází mezi Kolínem a Poděbrady, asi 3 kilometry před soutokem Labe s Cidlinou, u něhož Labe překlenuje most s dálnicí D 11. Západní přístaviště je blízko vsi Oseček. Východní konec přívozu je u chatové osady Oseček, nazývané též Na Přívoze (patří též k obci Oseček), z níž vede asi 3 kilometry dlouhá cesta přes libický lužní les k Velkému Oseku.

## Historie

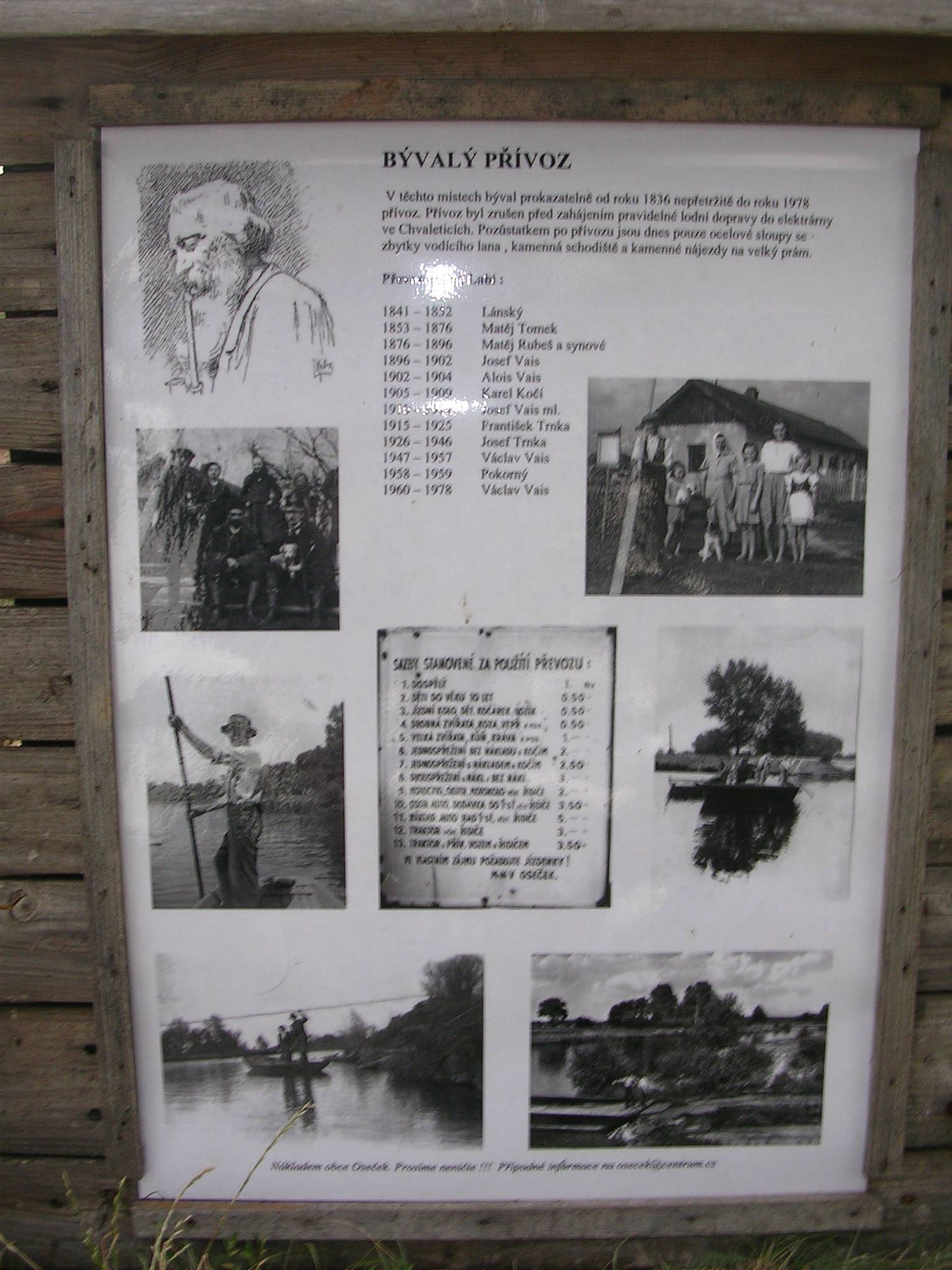
Informační tabule o historii přívozu.

Původní přívoz je doložen od roku 1836. Přepravoval osoby i vozidla včetně traktorů a nákladních aut. Byl jištěný horním vodicím lanem na ocelových sloupech. Provoz byl zrušen roku 1978 před zahájením pravidelné vodní dopravy uhlí do elektrárny Chvaletice.
Převozníci
- 1841–1852 Lánský
- 1853–1876 Matěj Tomek
- 1876–1896 Matěj Rubeš a synové
- 1896–1902 Josef Vais
- 1902–1904 Alois Vais
- 1905–1909 Karel Kočí
- 1910–1914 Josef Vais ml.
- 1915–1925 František Trnka
- 1926–1946 Josef Trnka
- 1947–1957 Václav Vais
- 1958–1959 Pokorný
- 1960–1978 Václav Vais

Kovový převozní prám byl v roce 1982 obcí Pňov-Předhradí prodán obci pro přívoz Darová, kde slouží dosud.

## Obnovený přívoz

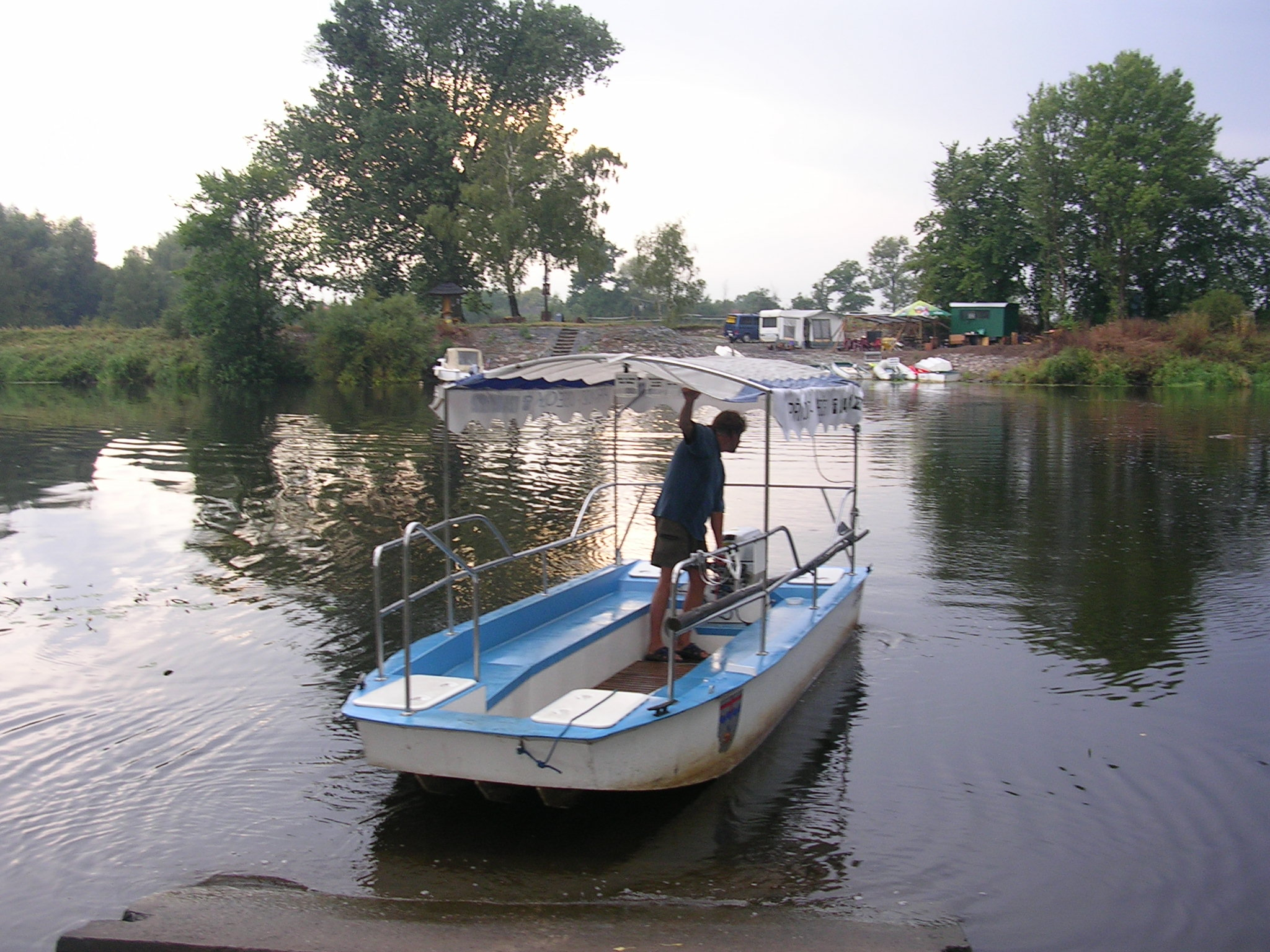
Převozní loď

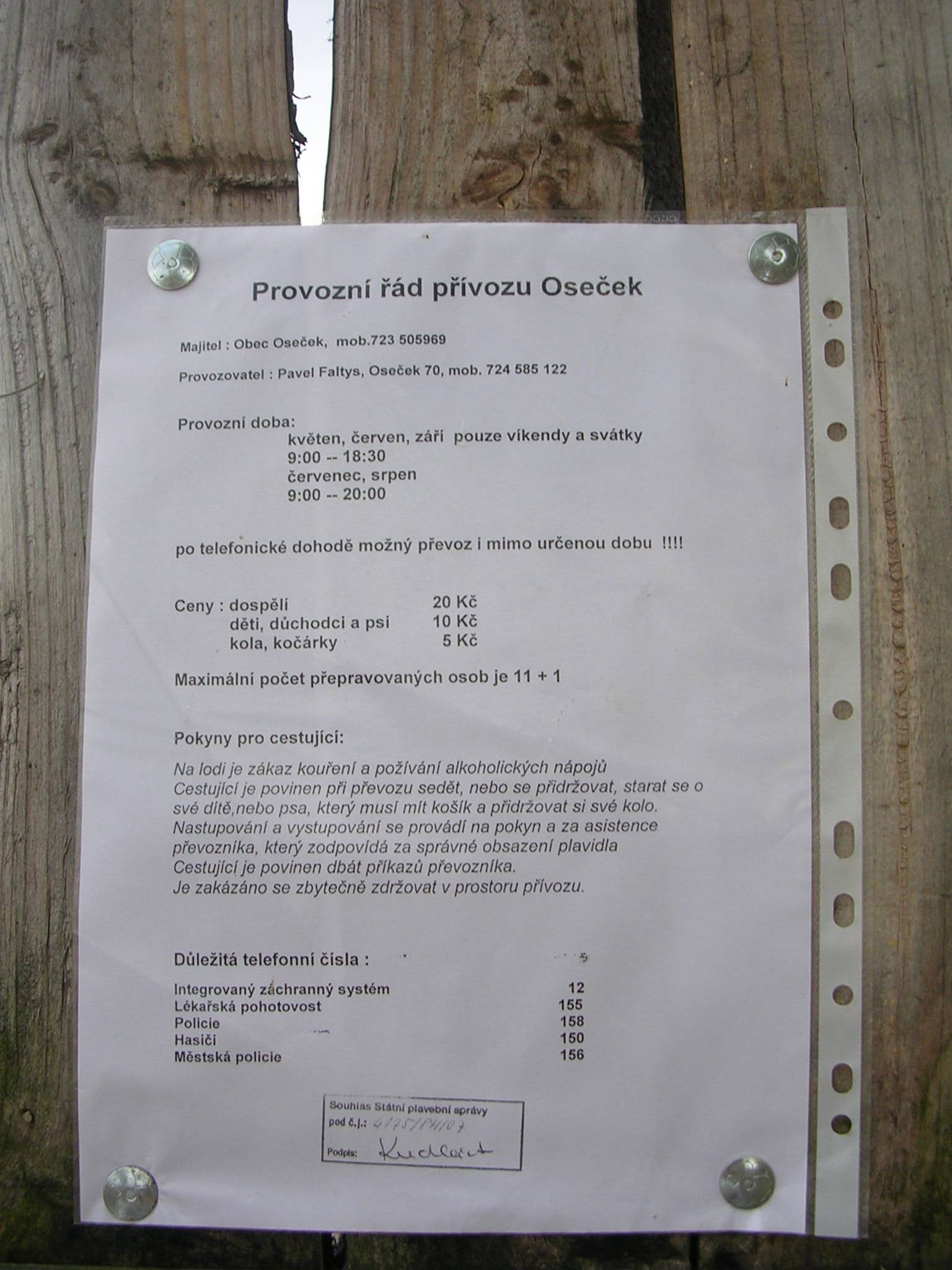
Informační vývěska přívozu

Na obou stranách přívozu je zřízeno občerstvení, přívoz je spojen i se službou půjčování motorových i nemotorových lodiček i vyhlídkovými plavbami.
Majitelem přívozu je oficiálně obec Oseček, provozovatelem Pavel Faltys z Osečku. Převozníkem je Tomáš Kalenda, místostarosta Poděbrad, který obnovení přívozu z větší části i financoval. Na financování se menší části podílel i Středočeský kraj.
Převozní loď s celkovou kapacitou 12 osob postavila na zakázku firma Vari Honda Libice za 240 tisíc Kč.
V roce 2006 jezdil přívoz od června do srpna denně kromě pondělí (ve všední dny s polední přestávkou od 12 do 16 hodin). V roce 2007 jezdil od května do září, a to o prázdninách denně, mimo prázdniny jen o volných dnech. V roce 2009 je přívoz v podobném rozsahu, zahájení provozu ve všedních dnech bude oznámeno v závislosti na zájmu, po telefonické domluvě je možné i jindy.
Jízdné za osobu je 20 Kč (děti a důchodci 10 Kč), přepravné za jízdní kolo nebo kočárek bylo v roce 2006 30 Kč, v roce 2007 již jen 5 Kč.